# Goldener Geier
Der Goldene Geier ist ein Negativpreis für Greenwashing, der durch die Deutsche Umwelthilfe (DUH) vergeben wird.
Für den Preis können Verbraucher Unternehmen, Produkte oder Dienstleistungen nominieren. Der Negativpreisträger wird dann über eine Online-Abstimmung der Finalisten ermittelt. Der „Goldene Geier“ gilt bei den betroffenen Unternehmen als unbeliebtester Umweltpreis Deutschlands. Er wurde 2019 erstmals verliehen.

## Negativpreisträger
| Jahr | Preisträger                                       | Begründung | Alle Finalisten |
| ---- | ------------------------------------------------- | --- | --- |
| 2019 | Vittel-Einweg-Plastikflasche von Nestlé           | Nestlé wirbt damit Plastikverpackungen einzusparen, setzt aber weiterhin auf kleinteilige Einweg-Verpackungen. | Sechs Vorschläge zum Thema sinnloseste Plastikverpackung |
| 2020 | Mercedes GLS von Daimler                          | Der Mercedes GLS verbraucht auf dem Prüfstand 11,9 Liter Benzin/100 km und emittiert damit 288 g CO2/km – dreimal mehr als der CO2-EU-Flottengrenzwert für Neufahrzeuge. | Für den „unsinnigsten Monster-SUV“ waren nominiert: - Audi Q7 55 TFSI e quattro - BMW X7 M50i - Range Rover Sport SVR - VW Amarok Aventura                                                                                |
| 2021 | RWE                                               | RWE wirbt für sich als nachhaltiges Unternehmen, 2020 lag bei RWE der Anteil der erneuerbaren Energien nur bei 20 % (im Gesamt Strommix in Deutschland lag der Anteil der erneuerbaren Energien bei 46 %). | - RWE - Nespresso - Tetra Pak - BMW - Nature Box von Schwarzkopf und Henkel |
| 2022 | „Klimaneutrales“ Tanken bei Shell                 | Shell wirbt damit, dass mit 1,1 Cent zusätzlich pro Liter Benzin oder Diesel, die CO2-Emissionen der Fahrt ausgeglichen werden können, lässt aber im Unklaren, wie genau wie die klimaschädlichen Emissionen ausgeglichen werden sollen und wie die CO2-Bindung über die nächsten Jahrhunderte sichergestellt wird.                                     | - „Klimaneutrales“ Tanken bei Shell - Schummel-Mehrwegtüte von Edeka - „CO2-neutrales“ Fliegen mit Lufthansa - Einweg-Plastikflaschen von Volvic - „BetterM“-Kampagne von McDonald’s - Verpackungswahnsinn von HelloFresh |
| 2023 | „I am beautiful“ Kampagne von McDonalds           | Mit der Nachhaltigkeitskampagne „I am beautiful“ wirbt McDonalds dafür, dass der eigene Einwegmüll schön und wertvoll sei, da er zu Happy Meal Büchern recycled wird. Laut der DUH wird aber nur ein Drittel der Einwegbecher für ein Recyclingverfahren nach Großbritannien transportiert und die Happy-Meal-Bücher bestehen zu 60 % aus neuen Fasern. | „Kreislaufflasche“ von Lidl - „I am beautiful“ Kampagne von McDonalds - „Industrial Emissions Face Mist“ von Vattenfall - „Costa Smeralda“ von Costa Kreuzfahrten - „KlimaDiesel“ von Klima Kraftstoffe GmbH              |
| 2024 | Imagekampagne „#UnterwegsNachBesser“ von Nestlé   | Nestlé wirbt u. a. damit, Plastikmüll zu reduzieren und Recyclinganteile zu erhöhen, setzt aber weiterhin auf Einwegverpackungen und ist laut dem #BreakFreeFromPlastic Brand Audit 2023 der weltweit zweitgrößte Verursacher von Plastikmüll. | - „#UnterwegsNachBesser“ von Nestlé - „CO2-neutraler Versand“ mit DHL GoGreen - „Capri-Sun“ von der Capri Sun GmbH - “CO2-kompensiertes Heizöl” von AVIA                                                                  |
| 2025 | „100% Erneuerbare Energie“ im Vonovia-Erdgastarif | In seiner Mieter-App bewirbt das Unternehmen seinen speziellen Vonovia-Erdgastarif, der angeblich aus „100% Erneuerbarer Energie“ besteht. | - „100% Erneuerbare Energie“ im Vonovia-Erdgastarif - „Ökologisches Feuerwerk“ mit den Böllern aus der Nico Green Line Serie - „1 Cent für die Umwelt“-Obst- und Gemüsetüte von Kaufland                                  |

## Rezeption
- 2022 nahm Nestlé das Produkt, für das es 2019 den Goldenen Geier erhielt, in Deutschland und Österreich vom Markt.[19] Die DUH führt das auf die starke mediale Resonanz auf den Preis zurück[20]
- Laut Angaben der DUH nehmen an der Online-Abstimmung zum Preis jährlich über 20.000 Verbraucher teil
- Über den Goldener Geier 2022 berichteten unter anderem Stern[21], Tagesspiegel Background[22], Merkur[23]
- Die Klima Kraftstoffe GmbH ging in einer ausführlichen Stellungnahme auf die Kritik durch die Nominierung für den Golden Geier 2023 auf ihrer Website ein[24]
- Über den Goldenen Geier 2024 wurde unter anderem im Deutschlandfunk[5], in der Sendung SWR Wissen[25] und Ökotest[26] berichtet
- Avia nahm in einem Interview mit Sprit+ zu der Nominierung für den Goldenen Geier 2024 Stellung[27]